# Team Verreycken
Team Verreycken (TV) is een Belgisch mannencurlingteam. Het vertegenwoordigt België als het nationaal curlingteam in evenementen van de Wereld Curling Federatie.
Het team heeft haar thuisbasis op Curling Club Zemst, in het Vlaams-Brabantse Zemst.

## Nationale vertegenwoordiging
Team Verreycken draagt sinds het begin van de jaren 2020 de titel “Red Rocks”. Dit is de eretitel van het Belgisch curlingteam (mannen) dat België vertegenwoordigt op internationale toernooien van de World Curling Federation. Deze titel wordt verdiend door winst van het jaarlijkse nationale selectiewedstrijd.

## Prestaties
Rang anno 2025: 138e in het World Curling Federation teamklassement. België staat als land op de 23e plaats.

### Belgian Curling League
Team Verreycken heeft sinds seizoen 2019/20  elk jaar de Belgische competitie gewonnen.

### World Curling Federation evenementen

#### Europees kampioenschap
| Jaar | Evenement                | Record | Plaats                      |
| ---- | ------------------------ | ------ | --------------------------- |
| 2021 | C-Divisie in Genève      | 9-2    | 2e: promotie naar B-Divisie |
| 2021 | B-Divisie in Lillehammer | 2-5    | 12e                         |
| 2022 | B-Divisie in Östersund   | 3-5    | 13e                         |
| 2023 | B-Divisie in Perth       | 5-3    | 5e: play-offs bereikt       |
| 2024 | B-Divisie in Östersund   | 5-2    | 5e: play-offs bereikt       |

#### Pre-Olympisch kwalificatietoernooi
| Jaar | Evenement | Record | Plaats                |
| ---- | --------- | ------ | --------------------- |
| 2021 | Erzurum   | 3-3    | 5e: play-offs bereikt |

## Team
| Seizoen | Vierde                   | Derde                  | Tweede                 | Eerste       | Vervanger        |
| ------- | ------------------------ | ---------------------- | ---------------------- | ------------ | ---------------- |
| 2020/21 | Tom van Waterschoot (VS) | Jeroen Spruyt          | Timothy Verreycken (S) | Daan Yskout  | Bram van Looy    |
| 2021/22 | Jeroen Spruyt (VS)       | Timothy Verreycken (S) | Bram van Looy          | Daan Yskout  | Tuur Vermeiren   |
| 2022/23 | Jeroen Spruyt (VS)       | Timothy Verreycken (S) | Tuur Vermeiren         | Daan Yskout  |                  |
| 2023/24 | Jeroen Spruyt (VS)       | Timothy Verreycken (S) | Tuur Vermeiren         | Daan Yskout  | Tom Goethals     |
| 2024/25 | Jeroen Spruyt (VS)       | Timothy Verreycken (S) | Tuur Vermeiren         | Tom Goethals | Christophe Devis |